# Emma Navarro
Emma Navarro (ur. 18 maja 2001) – amerykańska tenisistka, triumfatorka French Open w sezonie 2019 w konkurencji gry podwójnej dziewcząt w parze z Chloe Beck. W sezonie 2024 wygrała swój pierwszy turniej WTA w Hobart oraz osiągnęła ćwierćfinał turnieju wielkoszlemowego w Wimbledonie  i półfinał US Open w grze pojedynczej.

## Kariera tenisowa

### Kariera juniorska
W 2019 roku zwyciężyła w zawodach French Open w grze podwójnej dziewcząt. Partnerowała jej rodaczka Chloe Beck, z którą w finale pokonały Rosjanki Alinę Czarajewą oraz Anastasiję Tichonową. W rozgrywkach gry pojedynczej dziewcząt na paryskich kortach osiągnęła finał, w którym uległa Leylah Fernandez 3:6, 2:6. Razem z Beck osiągnęły również w tym samym roku finał Australian Open, ale przegrały w nim z Natsumi Kawaguchi i Adrienn Nagy.

### Kariera seniorska
Zwyciężyła w siedmiu turniejach singlowych i jednym deblowym rangi ITF. W rankingu singlowym WTA najwyżej była klasyfikowana na miejscu 8. (9 września 2024), natomiast w deblowym najwyżej była na miejscu 318. (2 sierpnia 2021).

## Życie prywatne
Jest córką Bena Navarro, miliardera, założyciela Sherman Financial Group, jednego z największych nabywców długów konsumenckich w Stanach Zjednoczonych oraz właściciela Credit One Bank i wnuczką Franka Navarro, byłego amerykańskiego futbolisty i trenera. Ma troje rodzeństwa.

## Historia występów wielkoszlemowych
Legenda
     W, wygrany turniej
     F, przegrana w finale
     SF, przegrana w półfinale
     QF, przegrana w ćwierćfinale
     xR, przegrana w x rundzie
     A, brak startu
     NH, turniej nie odbył się

### Występy w grze pojedynczej
| Australian Open        | A | A   | A   | A   | A   | A   | A  | 3R | QF | 0 / 2 | 6 – 2  |  |  |  |  |  |  |  |  |  |  |  |  |  |  |  |  |
| French Open            | A | A   | A   | A   | A   | A   | 2R | 4R |    | 0 / 2 | 4 – 2  |  |  |  |  |  |  |  |  |  |  |  |  |  |  |  |  |
| Wimbledon              | A | A   | A   | NH  | A   | A   | 1R | QF |    | 0 / 2 | 4 – 2  |  |  |  |  |  |  |  |  |  |  |  |  |  |  |  |  |
| US Open                | A | A   | Q1  | A   | 1R  | A   | 1R | SF |    | 0 / 3 | 5 – 3  |  |  |  |  |  |  |  |  |  |  |  |  |  |  |  |  |
|                        |   |     |     |     |     |     |    |    |    |       |        |  |  |  |  |  |  |  |  |  |  |  |  |  |  |  |  |
| Ranking na koniec roku | – | 763 | 486 | 463 | 233 | 143 | 38 | 8  |    | 0 / 9 | 19 – 9 |  |  |  |  |  |  |  |  |  |  |  |  |  |  |  |  |

### Występy w grze podwójnej
| Australian Open        | A   | A   | A   | A   | A   | A    | A   | 3R | A | 0 / 1 | 2 – 1 |  |  |  |  |  |  |  |  |  |  |  |  |  |  |  |  |
| French Open            | A   | A   | A   | A   | A   | A    | 1R  | QF |   | 0 / 2 | 3 – 2 |  |  |  |  |  |  |  |  |  |  |  |  |  |  |  |  |
| Wimbledon              | A   | A   | A   | NH  | A   | A    | 1R  | 2R |   | 0 / 2 | 1 – 2 |  |  |  |  |  |  |  |  |  |  |  |  |  |  |  |  |
| US Open                | A   | A   | 1R  | A   | 1R  | A    | 1R  | A  |   | 0 / 3 | 0 – 3 |  |  |  |  |  |  |  |  |  |  |  |  |  |  |  |  |
|                        |     |     |     |     |     |      |     |    |   |       |       |  |  |  |  |  |  |  |  |  |  |  |  |  |  |  |  |
| Ranking na koniec roku | 868 | 696 | 444 | 409 | 370 | 1073 | 501 | 98 |   | 0 / 6 | 2 – 6 |  |  |  |  |  |  |  |  |  |  |  |  |  |  |  |  |

### Występy w grze mieszanej
Emma Navarro nigdy nie startowała w rozgrywkach gry mieszanej podczas turniejów wielkoszlemowych.

## Finały turniejów WTA
| Legenda                   | Legenda |
| ------------------------- | ------- |
| Wielki Szlem              |         |
| Igrzyska olimpijskie      |         |
| WTA Tour Championships    |         |
| od 2021                   |         |
| WTA 1000 (obowiązkowe)    |         |
| WTA 1000 (nieobowiązkowe) |         |
| WTA 500                   |         |
| WTA 250                   |         |
| WTA 125                   |         |

### Gra pojedyncza 2 (2–0)
| Końcowy wynik | Nr | Data             | Turniej | Nawierzchnia | Przeciwniczka   | Wynik finału  |
| ------------- | -- | ---------------- | ------- | ------------ | --------------- | ------------- |
| Zwyciężczyni  | 1. | 13 stycznia 2024 | Hobart  | Twarda       | Elise Mertens   | 6:1, 4:6, 7:5 |
| Zwyciężczyni  | 2. | 2 marca 2025     | Mérida  | Twarda       | Emiliana Arango | 6:0, 6:0      |

## Finały turniejów WTA 125

### Gra pojedyncza 2 (0–2)
| Końcowy wynik | Nr | Data          | Turniej | Nawierzchnia | Przeciwniczka  | Wynik finału     |
| ------------- | -- | ------------- | ------- | ------------ | -------------- | ---------------- |
| Finalistka    | 1. | 16 lipca 2023 | Båstad  | Ceglana      | Olga Danilović | 6:7(4), 6:3, 3:6 |
| Finalistka    | 2. | 19 maja 2024  | Paryż   | Ceglana      | Diana Sznajder | 2:6, 6:3, 4:6    |

## Wygrane turnieje rangi ITF
| turnieje z pulą nagród 100 000 $ |
| turnieje z pulą nagród 80 000 $  |
| turnieje z pulą nagród 60 000 $  |
| turnieje z pulą nagród 25 000 $  |
| turnieje z pulą nagród 15 000 $  |

### Gra pojedyncza
|    | Data       | Turniej         | ($)     | Naw.   | Finalistka     | Wynik         |
| 1. | 07/11/2021 | Orlando         | 25 000  | ziemna | Allie Kiick    | 3:6, 6:2, 6:3 |
| 2. | 01/07/2022 | Lipawa          | 60 000  | ziemna | Yuan Yue       | 6:4, 6:4      |
| 3. | 15/01/2023 | Naples          | 25 000  | ziemna | Peyton Stearns | 7:5, 6:2      |
| 4. | 23/04/2023 | Charleston      | 100 000 | ziemna | Peyton Stearns | 2:6, 6:2, 7:5 |
| 5. | 30/04/2023 | Charlottesville | 60 000  | ziemna | Ashlyn Krueger | 6:1, 6:1      |
| 6. | 29/10/2023 | Tyler           | 80 000  | twarda | Kayla Day      | 6:3, 6:4      |
| 7. | 12/11/2023 | Charleston      | 100 000 | ziemna | Panna Udvardy  | 6:1, 6:1      |

### Gra podwójna
|    | Data       | Turniej    | Kat. | ($)    | Naw.   | Partnerka  | Finalistki                                | Wynik    |
| 1. | 01/10/2017 | Charleston | ITF  | 15 000 | ziemna | Chloe Beck | Ksenia Kuznetsova Maria Martinez Martinez | 6:1, 6:4 |

## Występy w igrzyskach olimpijskich

### Gra pojedyncza
| Runda                                                                                   | Przeciwniczka               | Wynik               |
| --------------------------------------------------------------------------------------- | --------------------------- | ------------------- |
|                                                                                         |                             |                     |
| Letnie Igrzyska Olimpijskie w Paryżu 2024, reprezentując państwo Stany Zjednoczone [11] |                             |                     |
| I runda                                                                                 | Austria: Julia Grabher      | 6:2, 6:0            |
| II runda                                                                                | Bułgaria: Wiktorija Tomowa  | 6:7(5), 6:4, 6:1    |
| III runda                                                                               | Chiny: Zheng Qinwen [6/ITF] | 7:6(7), 6:7(4), 1:6 |

## Finały juniorskich turniejów wielkoszlemowych

### Gra pojedyncza (1)
| Końcowy wynik | Rok  | Turniej     | Nawierzchnia | Przeciwniczka    | Wynik finału |
| Finalistka    | 2019 | French Open | Ceglana      | Leylah Fernandez | 3:6, 2:6     |

### Gra podwójna (2)
| Końcowy wynik | Rok  | Turniej         | Nawierzchnia | Partnerka  | Przeciwniczki                        | Wynik finału |
| Finalistka    | 2019 | Australian Open | Twarda       | Chloe Beck | Natsumi Kawaguchi Adrienn Nagy       | 4:6, 4:6     |
| Zwyciężczyni  | 2019 | French Open     | Ceglana      | Chloe Beck | Alina Czarajewa Anastasija Tichonowa | 6:1, 6:2     |